# Emília Tèrcia
Emília Tèrcia (llatí: Aemilia Tertia) va ser una dona romana filla de Luci Emili Paulus i esposa de Publi Corneli Escipió Africà Major. Pertanyent a la gens Emília, va ser coneguda per la seva fidelitat familiar i l'amor al luxe, que mostrava en diverses aparicions públiques. Al contrari que altres dones patrícies romanes, ella intervenia en la vida política i ciutadana de manera activa.
Amb Escipió va tenir els següents fills:
- Publi Corneli Escipió Africà (sacerdot)
- Luci Corneli Escipió Africà (pretor)
- Cornèlia Africana la Major
- Cornèlia Africana la Menor